# Hegedűs Attila (gépészmérnök)
Hegedűs Attila (Marosvásárhely, 1939. július 12.) erdélyi magyar gépészmérnök, tankönyvszerző.

## Életpályája
A marosvásárhelyi Bolyai Farkas Líceumban érettségizett (1956), a temesvári műegyetemen gépészmérnöki oklevelet szerzett (1961); ugyanitt kezdte el didaktikai és tudományos kutatói pályáját. 1977 óta a Traian Vuia Politechnikai Intézet előadótanára. A rezgések és ütődések gépgyártásbeli szerepének s különféle biomechanikai jelenségeknek a kutatásával foglalkozik, az általa tervezett elektrodinamikus vibrátort Temesvárt sorozatban gyártják.
Tudományos dolgozataival, temesvári, brassói, resicai, valamint csehszlovákiai és lengyelországi értekezleteken s azok kiadványaiban, továbbá a iași-i és temesvári műegyetemek közleményeiben s hazai és külföldi szakfolyóiratokban társszerzőként vagy önálló szerzőként is (Studii și Cercetări de Mecanică Aplicată 1970/5) szerepel. Tudományos ismertető írásait és könyvrecenzióit az Előre, A Hét, Ifjúmunkás, Szabad Szó közölte. Kétkötetes Curs de mecanică című egyetemi jegyzete 1973-ban, ugyancsak kétkötetes Mecanica și rezistența materialelor című tankönyve 1981-ben jelent meg Temesvárt.